# Hügelsheim
Hügelsheim ( Low Alemannic : Heilze hoặc Helse ) là một thị xã nằm phía tây nước Đức, bên bờ sông Rhine giáp với Alsace, Pháp.